# Reinhard Winter (Pädagoge)
Reinhard Winter (* 6. November 1958 in Stuttgart) ist ein deutscher Pädagoge und Geschlechterforscher. Seine Studien und Veröffentlichungen gehören zu den Grundlagentexten der Jungen- und Männerarbeit. 

## Werdegang
Reinhard Winter ist in Schwäbisch Gmünd aufgewachsen. Er studierte von 1981 bis 1987 Erziehungswissenschaften an der Universität Tübingen mit dem Abschluss Diplom-Pädagoge. Anschließend war er Mitarbeiter in Forschungs- und Beratungsprojekten im Institut für Erziehungswissenschaften der Universität Tübingen. 1991 bis 1995 führte er eine Beratungspraxis mit dem Schwerpunkt Jungen und Männer in Tübingen. Außerdem absolvierte er eine Zusatzausbildung zum Psychodramaleiter. 1994 promovierte er zum Dr. rer. soc., ebenfalls an der Universität Tübingen bei Lothar Böhnisch und Hans Thiersch. 
Reinhard Winter ist Vater einer Tochter und eines Sohnes.

## Leistungen
Seit 1992 ist Reinhard Winter freiberuflich in der Sozial- und Geschlechterforschung, in der praktischen Jungenarbeit und der Elternbildung tätig. Er erfüllte Lehraufträge an der Universität Tübingen und an Fachhochschulen in Basel, St. Gallen und Zürich. 2003 gründete er mit Anja Wilser und Gunter Neubauer das „Sozialwissenschaftliche Institut Tübingen“ mit den Schwerpunkten Sozialforschung, Organisationsberatung, Konzeptentwicklung und Qualifizierung, das er zusammen mit Gunter Neubauer auch leitet. Seine Arbeitsschwerpunkte sind Jungen, Männer, Jungenarbeit, Geschlechterthemen, Sexualität und Gesundheit.

Reinhard Winter hat einige regionale und überregionale Institutionen und Organisationen mitgegründet und mitentwickelt: Die regionale Fachgruppe „nemos“ (Neuorientierung und Entwicklung für männliche Opfer sexueller Gewalt), 1990er Jahre; Pfunzkerle e.V. Tübingen, ursprünglich: Initiative Jungen- und Männerarbeit (1995); das sozialwissenschaftliche Institut Tübingen GbR (SOWIT) (2003); das Netzwerk für Jungen- und Männergesundheit im deutschsprachigen Raum (2005); das Tübinger Institut für Gesundheitsförderung und Sozialforschung e.V. X-IGS (2008); das Kompetenzzentrum Jungen- und Männergesundheit Baden-Württemberg (2012); das Projekt Passerelle (2018) und den Trägerverein Projekt Passerelle Tübingen e. V. (2022).

## Schriften
- 1990: Pädagogische Landnahme.
- 1992: Was fehlt, sind Männer!
- 1993: Stehversuche
- 1993: Männliche Sozialisation
- 1997: Nie wieder Cowboy
- 1998: Kompetent, authentisch und normal?
- 2001: Dies und das! Das Variablenmodell ‚balanciertes Junge- und Mannsein‘
- 2001: "So geht Jungenarbeit. Geschlechterbezogene Entwicklung von Jugendhilfe"
- 2002: Praxis der Jungenarbeit.
- 2004: Gender Mainstreaming und Jungenarbeit
- 2010: Jungen: Reduzierte Problemperspektive und unterschlage Potenziale, in: Kortendiek, Becker (Hrsg.): Handbuch für Frauen- und Geschlechterforschung, S. 411f.
- 2011: Jungen. Eine Gebrauchsanweisung.
- 2012: Jungenpolitik, in: Markus Theunert: Männerpolitik: Was Jungen, Männer und Väter stark macht, S. 160ff.
- 2013: Jungen und Gesundheit. Ein interdisziplinäres Handbuch für Medizin, Psychologie und Pädagogik
- 2015: Familie. Eine Gebrauchsanweisung. Was Eltern und Kinder zusammenhält
- 2018: Wie Jungen Schule schaffen: Ein Ratgeber für Eltern.
- 2018: Praxisbuch Jungen in der Schule. Pädagogische Handlungsmöglichkeiten für Lehrerinnen und Lehrer
- 2019: Jungen brauchen klare Ansagen. Ein Ratgeber für Kindheit, Schule und die wilden Jahre
- 2020: Jungen & Pubertät. In Beziehung bleiben, wenn alles anders wird.
- 2022: Porno, Sex und Männlichkeit. Wie junge Männer ihre Sexualität schaffen. Beltz Verlag Weinheim, ISBN 978-3-7799-6893-1